# Сан Пиетро Инфине
Сан Пиѐтро Инфѝне (на италиански: San Pietro Infine) е село и община в Южна Италия, провинция Казерта, регион Кампания. Разположено е на 340 m надморска височина. Населението на общината е 988 души (към 2010 г.).